# جامعة فولكنر
جامعة فولكنر هي جامعة أمريكية مسيحية خاصة في مونتغمري ، ألاباما . وهي تابعة لكنائس المسيح. يتجاوز عدد طلابها 3000 طالب.

## تاريخ
تأسست الجامعة في عام 1942 من قبل الدكتور ريكس تورنر والدكتور ليونارد جونسون وجو جرير كمدرسة مونتغمري للكتاب المقدس . في عام 1953 ، تم تغيير اسم المدرسة إلى Alabama Christian College (' ACC )'. في عام 1965 ، تم نقل الكلية إلى موقعها الحالي على طريق أتلانتا السريع. شهد عام 1975 بداية الحرم الجامعي التابع للمدرسة في موبيل وهنتسفيل وبرمنغهام . في عام 1985 ، تم تغيير اسم المدرسة إلى جامعة فولكنر تكريما لجيمس إتش فولكنر ، وهو رئيس مجلس الإدارة.

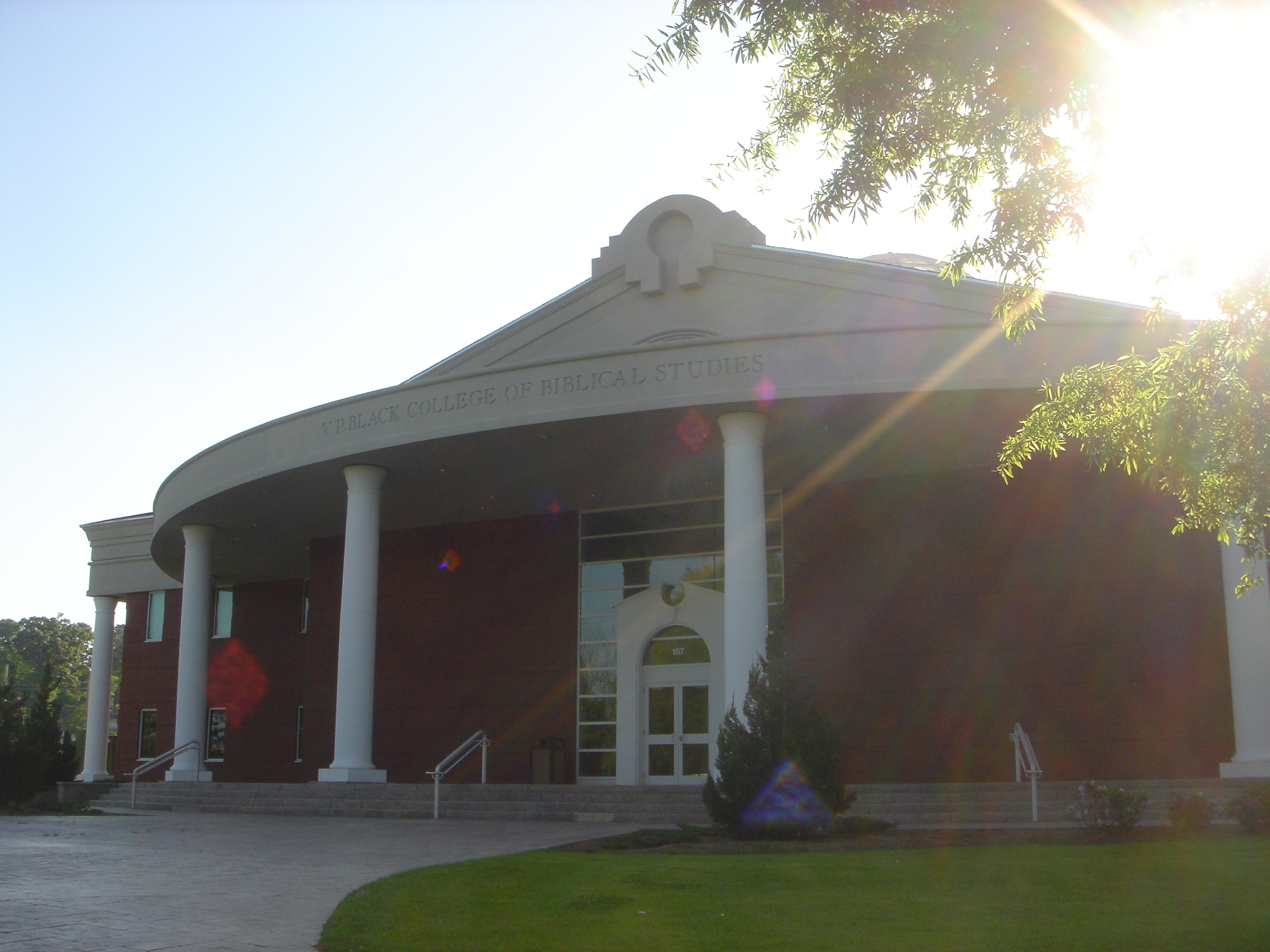
VP Black School للدراسات الكتابية

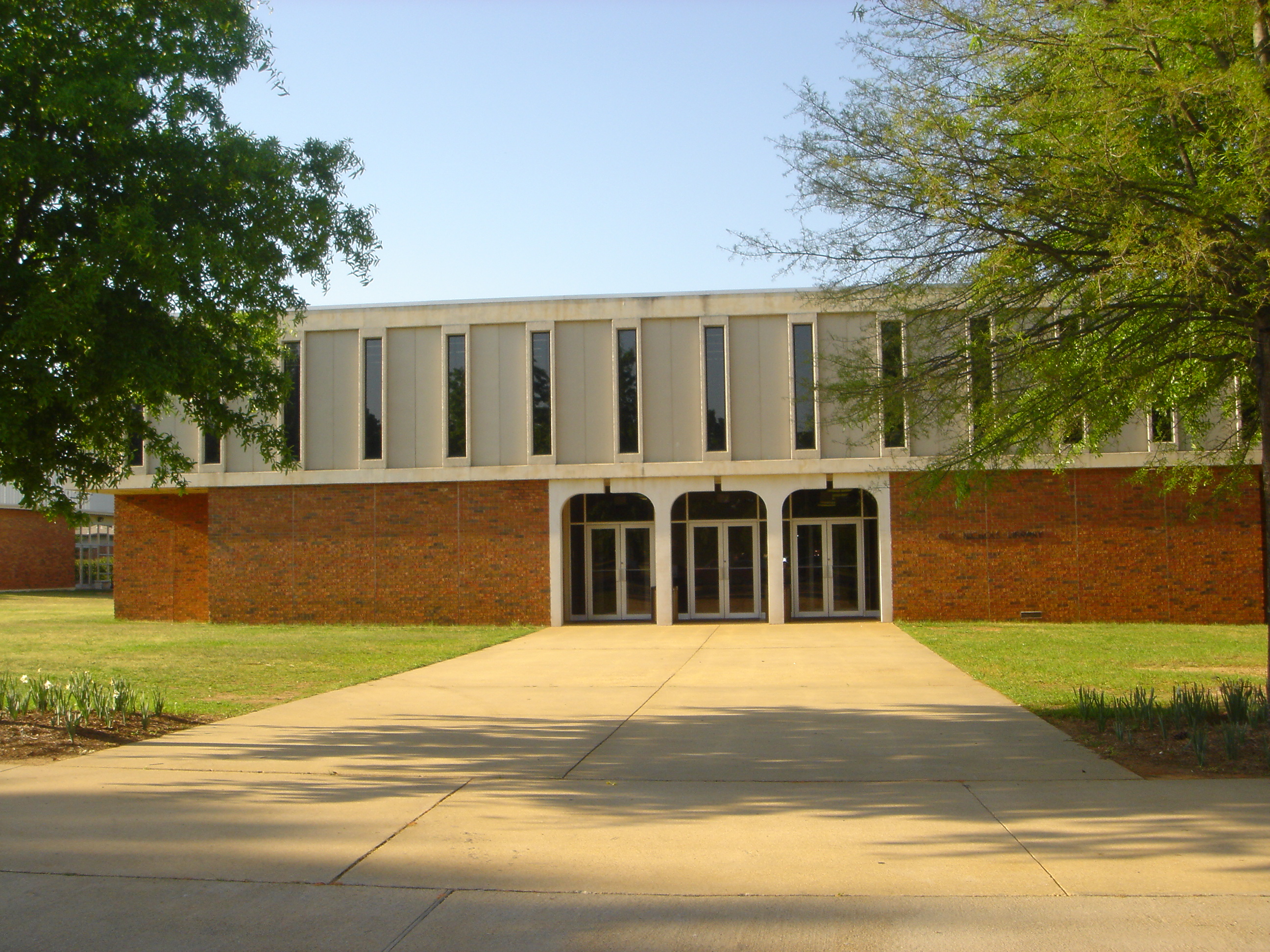
مكتبة جوس نيكولز

## الاعتماد الأكاديمي
تم اعتماد جامعة فولكنر من قبل لجنة كليات الرابطة الجنوبية للكليات والمدارس لمنح درجات الزمالة والبكالوريا والماجستير والدكتوراه في العلوم الإنسانية ودكتوراه في الدراسات الكتابية ودكتوراه في القانون . 

## الرسوم والمساعدات المالية
في عام 2017-2018 ، كان لدى جامعة فولكنر 1700 طالب يتلقون منح بيل الفيدرالية ، يبلغ مجموعها 7،229،388 دولارًا.

## ألعاب القوى
تسمى فرق فولكنر الرياضية بالنسور. الجامعة عضو في الرابطة الوطنية لألعاب القوى بين الكليات (NAIA) ، والتي تتنافس في المقام الأول في المؤتمر الرياضي للولايات الجنوبية (SSAC ؛ المعروف سابقًا باسم مؤتمر جورجيا - ألاباما - كارولينا (GACC) حتى بعد العام الدراسي 2003–04) لمعظم من رياضاتهم منذ العام الدراسي 1999-2000 ؛ بينما يتنافس فريق كرة القدم في قسم الشمس في مؤتمر منتصف الجنوب (MSC) ، بدءًا من موسم الخريف 2016.  

## الخريجين وأعضاء هيئة التدريس البارزين

### خريجون
- بوبي برايت  –  عضو كونغرس الولايات المتحدة من ألاباما [8]
- ماركوس بريماج  –  فنان قتالي مختلط محترف ، منافس سابق في UFC [9]
- كوري بلاك بيسبول ، شيكاغو كابس
- راي راي ارمسترونج كرة القدم ، نيويورك جاينتس
- أوستن آدامز - دوري البيسبول
- خالد الأحمد

### أساتذه
- أليسون جاريت  –  أستاذة مشاركة في القانون  –  2004-2007)
- مايكل أ. أودونيل  –  أستاذ مساعد في دراسات الأسرة ، عميد الدراسات المهنية

## أنظر أيضا
- جامعة هارفرد

## روابط خارجية
- الموقع الرسمي
- Official athletics website